# Isabella Tovaglieri
Isabella Tovaglieri (nascida em 25 de junho de 1987 em Busto Arsizio) é uma política italiana e membro do Parlamento Europeu desde 2019.